# رسائل إلى العالم (كتاب)
رسائل إلى العالم: خطابات أسامة بن لادن  (بالإنجليزية:Messages to the World: The Statements of Osama bin Laden) هو كتاب يحتوي على 225 صفحة نشرته دار النشر الأمريكية فيرسو بوكس في 28 نوفمبر 2005 ، ويوثق الكتاب 24 بيان عام مترجم لأسامة بن لادن من 29 ديسمبر 1994 إلى 16 ديسمبر 2004.